# Gestione del marchio
La gestione del marchio (spesso indicata con la locuzione inglese brand management o branding) è l'applicazione delle tecniche di marketing a uno specifico prodotto, linea di prodotto o marca (brand). Lo scopo è aumentare il valore percepito da un consumatore rispetto a un prodotto, aumentando di riflesso il patrimonio di marca. Gli operatori del marketing vedono nella marca la "promessa" implicita di qualità che il cliente si aspetta dal prodotto, determinandone così l'acquisto nel futuro.
L'attività di gestione del marchio si occupa soprattutto dell'assemblaggio e del mantenimento di un mix di valori, sia tangibili che intangibili, che siano rilevanti per i consumatori e che distinguano significativamente e in maniera appropriata la marca di un produttore da quella di un altro.
Si considera che la gestione del marchio sia una disciplina nata alla Procter & Gamble come risultato di un famoso promemoria di Neil H. McElroy.
Sono definite marche di primo piano quelle che si adattano particolarmente bene all'ambiente e che perciò sopravvivono e prosperano. Esse possono riguardare sia merci che servizi, riportando in modo generico il nome dell'impresa oppure essendo correlate ad uno specifico prodotto. L'elemento che le accomuna è quello di riguardare prodotti con prezzi competitivi, i quali offrono ai consumatori un buon livello qualitativo. In questo modo la marca funge da credibile forma di garanzia, permettendo al consumatore l'identificazione di prodotti in grado di offrire un sicuro valore aggiunto.
Una giusta gestione del marchio genera un aumento delle vendite, rendendo il prodotto più appetibile rispetto a quelli della concorrenza. Il patrimonio di marca è determinato dall'extra profitto che genera per l'impresa grazie all'utilizzo del marchio.

## Storia del branding
La storia della creazione e dello sfruttamento delle marche commerciali può essere ricostruita risalendo nel tempo fino a molti secoli prima che il termine venisse usato nel suo moderno significato: già ai tempi dei Greci e dei Romani esistevano diversi modi per promuovere merci e manufatti. Solitamente, venivano redatti degli annunci con lo scopo di informare il pubblico sul fatto che un certo individuo, abitante in un certo luogo, fosse esperto nella fabbricazione delle scarpe, oppure che un altro individuo, di cui veniva comunicato l'indirizzo, fosse uno scrivano. I Greci si avvalevano anche dei banditori, per annunciare l'arrivo di navi con carichi particolari.
Grande parte delle prime forme di marketing e di pubblicità erano dunque strutturate su base strettamente personale, e mettevano sullo stesso piano d'importanza il nome di un individuo e il prodotto o servizio da questi offerto. Lo sviluppo moderno di questo fenomeno può essere rinvenuto nell'apposizione del nome del negoziante sull'entrata del proprio negozio. Nei tempi antichi i negozi furono rapidi nell'escogitare un buon metodo per far propaganda alle proprie merci: l'uso di figure. Nell'antica Roma, le macellerie esponevano un'insegna raffigurante una fila di prosciutti, mentre i calzolai esponevano un'insegna con uno stivale e le latterie si facevano riconoscere attraverso il disegno abbozzato di una mucca.
Nell'epoca classica tutto ciò era indispensabile perché la quasi totalità degli acquirenti potenziali era analfabeta, e sarebbe stata in grado di riconoscere un particolare prodotto solo attraverso le figure. L'avvento di un'era più sofisticata e caratterizzata da un minore tasso di analfabetismo ha condotto ad oggi ad una promozione più ingegnosa, che accompagna il nome di un prodotto e attira l'attenzione del pubblico su di esso, anche grazie all'uso di sofisticati simbolismi in grado di richiamare alla mente una certa marca. Esempi sono la conchiglia (in inglese shell) nel logotipo della Shell, o il nido con gli uccelli (in inglese "nest") come contrassegno dei prodotti Nestlé.
La creazione di marche commerciali in maniera moderna, attraverso l'uso di nomi particolari e non generici, ha le proprie origini nel diciannovesimo secolo. La rivoluzione industriale e il conseguente sviluppo delle tecniche della pubblicità e del marketing resero di primaria importanza la scelta di attribuire il nome a un prodotto. La rapida crescita della popolazione in Europa come negli Stati Uniti, l'estensione delle ferrovie e la costruzione di nuove fabbriche originarono un'intensa domanda per tutta una serie di nuovi prodotti, a partire da quelli di uso domestico, per arrivare fino agli apparecchi elettrici e meccanici. Ciò sfociò nell'esigenza, per produttori e venditori, di scegliere una marca che fosse efficace sotto diversi punti di vista: facile da ricordare e da pronunciare, originale e in molti casi direttamente o indirettamente descrittiva del prodotto cui si riferiva.
La necessità di scegliere una marca che possa essere efficace a livello sia nazionale che internazionale è ritenuta di massima importanza per tutte le imprese, fin dai primordi.

## Scelta del nome del marchio

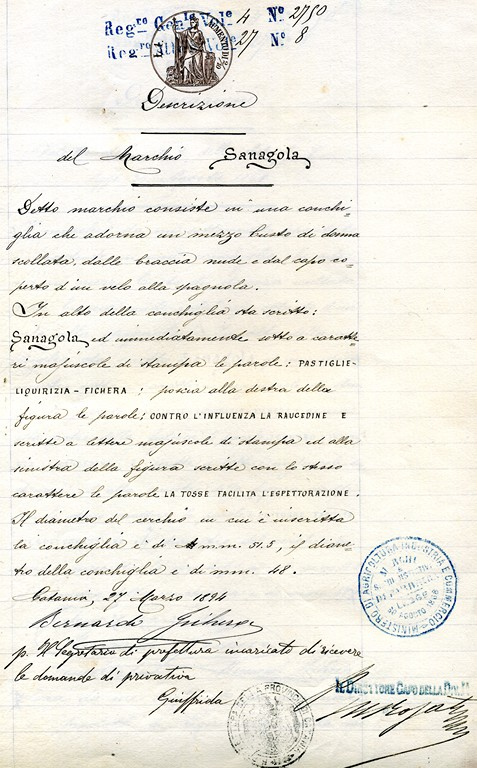
Descrizione del marchio Sanagola, 1894

Un marchio di successo ha le seguenti caratteristiche:
- facile da pronunciare
- facile da ricordare
- facile da riconoscere
- facile da tradurre
- suggerisce un riferimento all'immagine aziendale
- attira l'attenzione
- suggerisce caratteristiche e benefici del prodotto
- distingue il posizionamento del prodotto rispetto alla concorrenza
- registrabile legalmente

### Tipologie di marchi
Esistono diversi tipi di marchi, ciascuno dotato di caratteristiche molto diverse.
- In riferimento all'ampiezza del portafoglio prodotti a cui si riferiscono:
  - mono brand: usato per uno o pochi prodotti, e quindi evocante determinate caratteristiche funzionali del prodotto a cui si riferisce.
  - family brand: riferito a molti prodotti, e che quindi richiama non caratteristiche specifiche (dato che esse sono diverse per ogni prodotto della "famiglia"), ma situazioni emotive o valori astratti.
- A seconda della distanza dall'identità aziendale:
  - corporate brand: usato sia per i prodotti, sia per richiamare l'immagine dell'azienda e le sue competenze distintive (di solito il marchio stesso dell'azienda).
  - furtive brand: distante dall'identità aziendale, riferibile solo a determinati prodotti.
- Tipologie "ibride":
  - brand endorsed: incorpora due marchi appartenenti a due diverse tipologie tra quelle sopra citate. Un esempio è il brand "Mulino Bianco Barilla", che incorpora sia il corporate brand (Barilla) che il family brand (Mulino Bianco).
  - brand individuali: brand diversi per ogni prodotto.

I prodotti di largo consumo, reperibili nella grande distribuzione organizzata, non usano praticamente mai corporate brands: questi sono impiegati in settori dove i prodotti sono poco o per nulla diversificati, rendendo così sufficiente l'utilizzo del marchio aziendale (si pensi ai distributori di carburante: Agip, Erg...).
Al contrario, nei supermercati, se si escludono corporate brands come Coca-Cola o Pepsi, è più facile trovare furtive brands. La birra Kronenbourg, ad es., è un brand furtive mono: mono perché identifica solo quel bene, furtive perché il marchio dell'azienda proprietaria appare solamente in ridottissime dimensioni sul retro della bottiglia.
Esempi di brand furtive family sono invece i prodotti Findus, un ampio portafoglio di prodotti, sulle cui confezioni non si trova però il logo Unilever.
- Altri tipi di marchi:
  - premium brand: riferito a prodotti più costosi rispetto ad altri della stessa categoria (es. nel mercato del cioccolato, Lindt è considerato un premium brand rispetto a Milka, Novi...).
  - economy brand: rivolto a un segmento di mercato caratterizzato da alta elasticità di prezzo.
  - fighting brand: lanciato per contrastare una minaccia della concorrenza.
  - value brand: quanto una ditta e suoi prodotti è riconosciuta e popolare rispetto alla sua concorrenza.

## Politiche di marca

### Decisioni di marca
In primo luogo, un produttore può decidere di vendere senza marca, nel caso di prodotti generici (come il sale), oppure applicare un marchio.
In questo secondo caso, le tre strategie fondamentali riguardano l'utilizzo di:
- marca industriale: è il marchio del produttore stesso.
- marca commerciale: è il marchio di un privato, del rivenditore o del distributore.
- brand licensing: vendita dei diritti all'utilizzo di un marchio, per l'uso su un prodotto non concorrente o per una diversa area geografica.
- co-branding: applicare a un prodotto brand di due diverse imprese, per unirne i target di clientela (es. Citroen C2 Deejay, Peugeot 206 Sweet Years).

### Strategie di marca
In secondo luogo, è compito del gestore del marchio decidere quale strategia seguire, a seconda del rapporto tra la marca (nuova o preesistente) e la categoria del prodotto (nuova o preesistente).
Le strategie di marca sono:
- line extension (estensione della linea): utilizzo di uno stesso brand di successo, per introdurre nuovi prodotti in una linea di prodotto preesistente (cioè il brand rimane lo stesso, ma si "estende" la linea)
- brand extension (estensione della marca): uso di un brand di successo, per lanciare nuovi prodotti in nuove linee (cioè si "estende" l'uso di un marchio ad altri prodotti)
- multi brands (marche multiple): sviluppo di uno o più nuovi brands, per lanciare prodotti in una linea preesistente ("multi" perché una stessa linea include più di un marchio)
- new brands (nuove marche): sviluppo di nuove marche per nuovi prodotti in nuove categorie.

### Architettura di marca
In terzo luogo è necessario definire la struttura che organizza il portfolio dei brand detenuti dall'Impresa, stabilendone i ruoli e le relazioni reciproche sulla base delle esigenze competitive di medio e lungo termine. Un'architettura di marca efficace e armonica rende più cristallina l'offerta e favorisce sinergie tra i marchi gestiti. Esistono 3 tipi fondamentali di architettura di marca:
- Unitary brand: l'impresa si presenta con la stessa marca, e quindi lo stesso insieme di valori, in tutti i mercati cui opera, anche quando essi appartengono a settori merceologici molto eterogenei (es. Apple, Nike, Sony, Virgin, Kodak)
- Sub-branding: l'impresa associa alla marca corporate una marca di livello inferiore che identifica uno specifico prodotto o una versione del prodotto sviluppata ad hoc. Questa nuova marca permette di attribuire nuove equity alla marca di origine, la quale però deve avere tra le sue potenzialità i valori che la sub-brand esplicita (es. Nestlé: Nestea, Nescafé; Nivea: Nivea Body, Nivea Sun). È un'architettura consigliata nei casi in cui l'Impresa presenta un'elevata differenziazione all'interno dell'offerta per contenuti/target/distribuzione e un'elevata coerenza in relazione alla tipologia merceologica e ai mercati.
- Brand Endorsement: questo tipo di architettura prevede la presenza di marche forti e indipendenti sostenute da una master brand garante dell'offerta, con un ruolo meno diretto e più secondario rispetto al sub-branding. Il brand endorsement ha inoltre il vantaggio di consentire l'impiego discrezionale del corporate brand in funzione del profilo e del ruolo strategico di ogni singolo mercato. (es. Barilla: Mulino Bianco, Ferrero: Nutella)
- House of Brands: ogni singola marca del portfolio vive in modo completamente autonomo, identificando un solo prodotto/linea e comunicando una promessa specifica (es. P&G: Ariel, Dash, Ace; Unilever: Svelto, Coccolino, BioPresto). Questa architettura di marca permette di dominare nicchie di mercato attraverso posizionamenti basati su specifici benefici funzionali, e semplifica i processi di acquisizione di nuovi brand.

### Componenti
Il processo di gestione del marchio è caratterizzato dalle seguenti componenti:
- Brand identity: insieme di elementi espressivi utilizzati dall'azienda per veicolare le credenziali di una marca, corrisponde a ciò che l'azienda vuole trasmettere al mercato;
- Brand awareness: attività, generalmente di tipo comunicativo, che permettono di aumentare la conoscenza del brand nel mercato;
- Brand Image: come la marca viene percepita dalla clientela, può non corrispondere all'identità che l'azienda ha costruito;
- Brand Positioning: posizionamento del Brand rispetto alla concorrenza;
- Brand Loyalty: fedeltà dei consumatori nei confronti di un determinato brand;
- Brand Equity: valorizzazione della marca.

### Patrimonio del marchio
I marchi con un'eredità non sono semplicemente associati a organizzazioni antiquate; anzi, esaltano attivamente i valori e si posizionano in relazione alla loro eredità. I marchi offrono molteplici vantaggi alle organizzazioni a vari livelli di mercato, riflettendo l'intero processo esperienziale offerto ai consumatori. Nel caso delle organizzazioni di volontariato, se possono sbloccare il loro patrimonio di marca e ciò migliorerà l'impegno dei volontari, nella misura in cui le organizzazioni "con una lunga storia, valori fondamentali, risultati positivi e uso di simboli possiedono, consapevolmente o meno, un vantaggio intrinseco in un panorama sempre più competitivo». Nel contesto del turismo le nozioni preconcette di brand heritage stimolano l'accresciuta esperienza di autenticità esistenziale, aumentando la soddisfazione per l'esperienza del visitatore. Per i beni di consumo la comunicazione della continuità della promessa di marca può aumentare l'autenticità della marca percepita.

### Normazione
Le norme ISO relative al branding sviluppate dal Comitato ISO/TC289 sono:
- ISO 10668:2010 Brand valuation -- Requirements for monetary brand valuation, in italiano: Valutazione del brand - Requisiti per la valutazione economica del brand.
- ISO 20671:2019 Brand evaluation -- Principles and fundamentals, in italiano Valutazione del brand - Principi e fondamenti.

Altre due Norme ISO sono in fase di sviluppo da parte di ISO/TC289:
- ISO/AWI 23353 Valutazione del brand - Linee guida per i marchi relativi alle indicazioni geografiche[5]
- ISO/AWI 24051 Valutazione del brand - Guida per la valutazione annuale del brand.[6]